# Dong Fang Hong 1

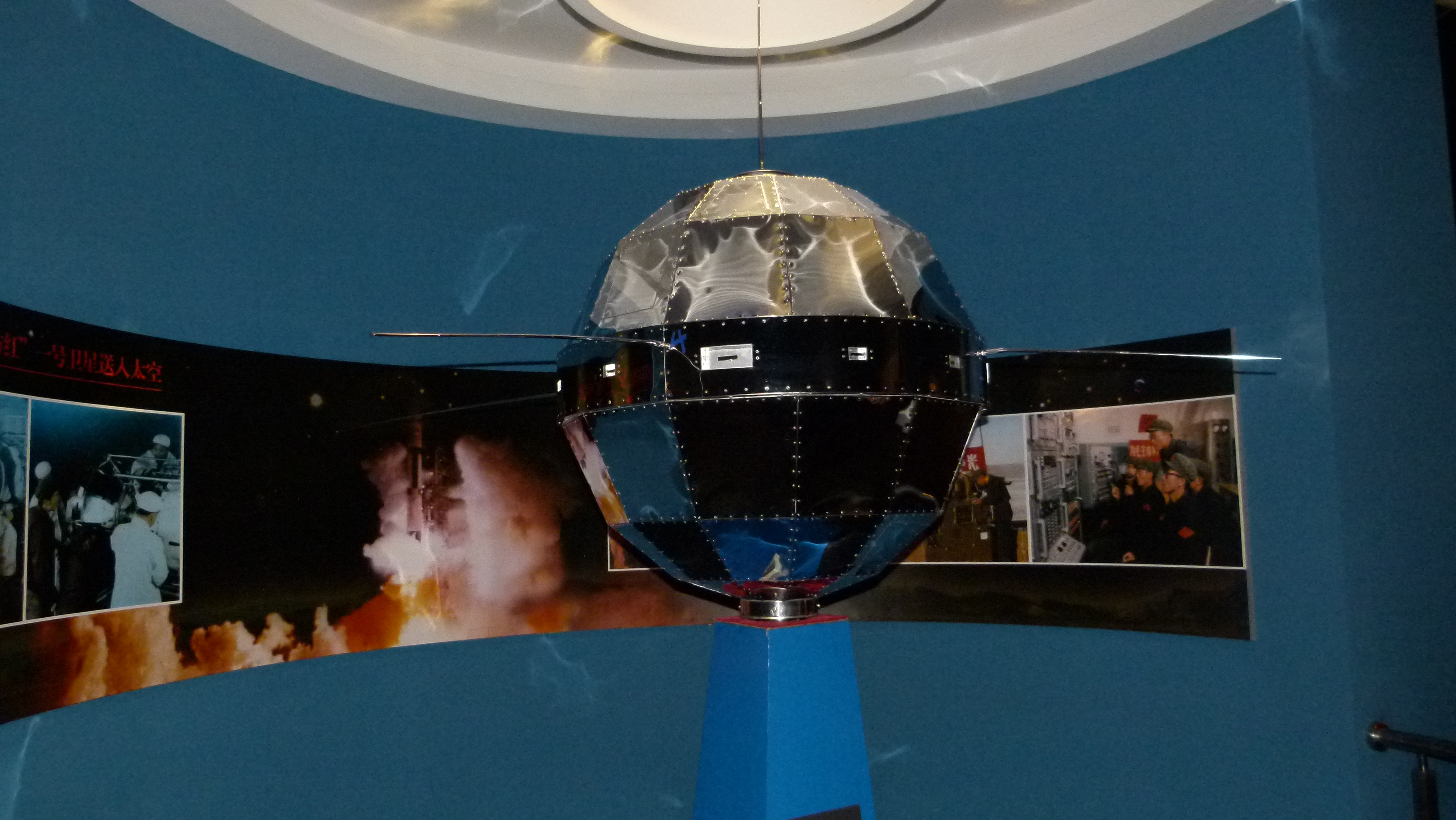
O satélite Dong Fang Hong 1.

O Dong Fang Hong 1 (chinês: 东方红一号|t=東方紅一號, pinyin: Dōngfānghóng Yīhào), Leste Vermelho 1, também conhecido como Mao 1, é a designação do primeiro modelo de satélite artificial da República Popular da China.
Um desses, se tornou o primeiro satélite chinês em 24 de Abril de 1970 (depois de uma tentativa frustrada em 16 de Novembro de 1969), como parte do programa Dong Fang Hong de satélites. Com 137 kg, ele era mais pesado que os primeiros satélites de outros países. O satélite carregava um rádio transmissor, e com ele, transmitiu a música de mesmo nome , Dōngfānghóng ou "O Leste é Vermelho", durante 26 dias enquanto esteve em órbita.
Ele foi desenvolvido sob a orientação de Qian Xuesen (Tsien Hsue-shen), decano da China Academy of Space Technology. Na época, um total de cinco satélites idênticos foram construídos. [carece de fontes?]
Em 3 de Março de 1971, o segundo DFH-1 foi lançado, com vida útil prevista de um ano, ficou no espaço por mais de oito anos. Ele era 48 kg mais pesados que o antecessor, e levava uma transmissor de dados, um magnetômetro e um detector de raios cósmicos no lugar do gerador de tons do primeiro modelo.